# Liste der Stolpersteine in Rheinbreitbach
Die Liste der Stolpersteine in Rheinbreitbach enthält die Stolpersteine, die im Rahmen des gleichnamigen Kunst-Projekts von Gunter Demnig in Rheinbreitbach verlegt wurden. Mit ihnen soll an die Opfer des Nationalsozialismus erinnert werden, die in Rheinbreitbach lebten und wirkten.

## Liste der Stolpersteine
| Name         | Adresse          | Bild                                | Inschrift                                                                                       | Verlegedatum | Biografie und Anmerkungen |
| ------------ | ---------------- | ----------------------------------- | ----------------------------------------------------------------------------------------------- | ------------ | ------------------------- |
| Jette Moses  | Hauptstraße 15 · | Stolpersteine Jette und Sopie Moses | Hier wohnte Jette 'Henny' Moses Jg. 1885 deportiert 1942 Theresienstadt 1944 Auschwitz ermordet |              |                           |
| Sophie Moses | Hauptstraße 15 · | Stolpersteine Jette und Sopie Moses | Hier wohnte Sophie Moses Jg. 1889 deportiert 1942 Schicksal unbekannt                           |              |                           |
| Helena Salm  | Hauptstraße 20 · | Stolperstein Helena Salm            | Hier wohnte Helena Salm geb. Bär Jg. 1857 deportiert 1942 Theresienstadt ermordet 21.3.1943     |              |                           |